# 市橋政房
市橋 政房（いちはし まさふさ）は、江戸時代前期の近江国仁正寺藩の世嗣。

## 略歴
2代藩主・市橋政信の長男として誕生。母は板倉重宗の娘・寿香院。幼名は兵吉。
仁正寺藩嫡子として生まれ、寛文元年（1661年）徳川家綱に拝謁。しかし、叙任も果たさぬまま寛文6年（1666年）に早世した。
代わって弟・政勝が嫡子となった。